# Gébets
Gébets, Gébetz ou Gébetx est une ancienne communauté situé dans l'actuelle commune  française de Mérial dans le département de l'Aude.

## Géographie

### Village
Située au bout de la vallée du Rébenty dans le pays de Sault. Le site est très proche de l'actuel village de Mérial, il se situe à environ 200 m au nord-est de celui-ci, au niveau d'un rocher bien distinctif de la montagne. Les ruines se trouvent à 1050 m d'altitude sur un versant nord en forme d'épaulement rocheux, ensoleillé été comme hiver, sur l'ancien chemin qui remonte la vallée du Rébenty vers le col du Pradel.

### Bois
Gébetz est aussi le nom du bois qui occupe ce versant le la montagne.

## Armoiries
Blasonnement de la communauté de Gébetz tel que décrit en 1696 par Charles d'Hozier : De gueules, parti d'argent à la fasce de sable chargée d'un besan d'or..

## Histoire
Gébetz (aussi orthographié  Gébex ou Gébetx), dont le nom est d'origine gothique, est une forêt située à l'emplacement d'un village qui fut ensuite abandonné, les habitants partant fonder les actuelles communes de Mérial et de La Fajolle.
Le village fut ruiné vers le XIIe siècle au XIVe siècle. L'ancienne cloche  de l'église Sainte-Madeleine de Gébetz a été transportée de l'ancien village à l'église actuelle de Mérial.
Gébetz doit son nom à l'installation des Wisigoths qui fondèrent ce village au VIe siècle, vraisemblablement en souvenir d'un de leur ancien chef, en effet nous savons qu'en 250, un roi wisigoth se nommait Gébérich. En 1040, il est mentionné "Villa quamvocat Gébets" qui indique que la localité existait antérieurement sous les Wisigoths.
Bien que soutenue par la famille de Niort, le catharisme ne s'est pas propagé sur la terre de Sault sauf à Montaillou et à Gébetz. De toutes les localités disparues du pays de Sault, Gébetz était la plus peuplée. On peut estimer qu'entre 1300 et 1500 bon nombre de villageois quittent le village pour s'établir un peu plus bas au bord du Rébenty car l'activité des forges, des moulins, des scieries sont des installations exigeantes en main d'œuvre. À cette époque se créent deux communautés de vie au bord du Rébenty dont les nouveaux habitants viennent de Gébetz. Ceux qui sont restés là-haut les rejoindront petit à petit, les derniers ayant été chassé par une épidémie de peste. Seule l'église restera debout un certain temps pour s'écrouler à son tour quelques années plus tard. Avant 1687, l'archevêque de Narbonne est seigneur de deux villages du pays de Sault : Coudons et Gébets.
Brièvement érigée en commune à la Révolution, Gébetz est réunie à Mérial avant 1794.

## Démographie
Il est recensé 17 feux en 1368 et seulement 5 en 1377.